# Villa Alegre (Chile)
Villa Alegre ist eine Stadt und Gemeinde in der Provinz Linares in der Región del Maule in Chile. Bei der Volkszählung im Jahr 2017 hatte sie 16.221 Einwohner. Die Gemeinde erstreckt sich über eine Fläche von 189,8 km².

## Geschichte
Villa Alegre wurde am 22. Dezember 1891 gegründet. 1915 wurde dort eine der ersten elektrischen Straßenbahnen des Landes, die Sociedad Ferrocarril Eléctrico de Villa Alegre, eingeweiht. Sie verkehrte bis zur Weltwirtschaftskrise 1930.
Die Kirche Parroquia del Niño Jesús wurde zwischen 1885 und 1890 im neoklassizistischen Stil erbaut und 1979 zum Nationaldenkmal erklärt. Aufgrund des Erdbebens 2010 war sie bis 2018 geschlossen.
Auf dem städtischen Friedhof befindet sich ein Bereich, der als „Sektor berühmter Männer“ bekannt ist, welcher ein Mausoleum umfasst, das den Gräbern herausragender Männer gewidmet ist, die bedeutende Beiträge zur Stadt geleistet haben. Einer der beliebtesten ist der Fernsehmoderator Felipe Camiroaga.

## Bevölkerung
Laut der Volkszählung des Nationalen Statistikinstituts von 2002 hatte Villa Alegre 14.725 Einwohner (7332 Männer und 7393 Frauen). Von diesen lebten 5456 (37,1 %) in städtischen Gebieten und 9269 (62,9 %) auf dem Land. Zwischen den Volkszählungen von 1992 und 2002 sank die Bevölkerung um 2,8 % (425 Personen). Im Jahr 2017 zählte man 16.221 Personen.